# Berberis kleinii
Berberis kleinii är en berberisväxtart som beskrevs av Joáo Rodrigues de Mattos. Berberis kleinii ingår i släktet berberisar, och familjen berberisväxter. Inga underarter finns listade i Catalogue of Life.